# Commersonia bartramia
Commersonia bartramia là một loài thực vật có hoa trong họ Cẩm quỳ. Loài này được (L.) Merr. mô tả khoa học đầu tiên năm 1917.